# Rose Magazine
Pour les articles homonymes, voir Rose.
Rose Magazine est un journal français créé en 2011 par Céline Lis-Raoux et Céline Dupré. Semestriel, il est édité par l'association RoseUp et distribué gratuitement à no 180 000 exemplaires (2020) dans les hôpitaux de France et aux adhérents de l'association. Il est principalement destiné aux femmes malades du cancer,.

## Ligne éditoriale
Rose Magazine est destiné aux femmes atteintes de cancer. C'est un journal à but non lucratif qui, selon Le Monde, « relève le difficile pari d'accompagner le plus positivement possible les femmes sur ce périlleux chemin de vie. »
C'est un magazine de no 216 pages, avec des reportages, des rubriques santé, psychologie, beauté ou mode. Enquêtes, témoignages, explications médicales, conseils pratiques et concrets de société. Il veut aborder tous les aspects de la vie d'une femme atteinte de cancer, et s'adresse « aux femmes et à leur féminité »,,.
Rose Magazine traite des combats de société de l'association RoseUp, notamment la défense d'une loi pour le droit à l'oubli pour les malades de cancer et la démocratie sanitaire. Les femmes photographiées dans le magazine sont des femmes touchées par le cancer.

## Historique
Rose Magazine est lancé en 2011. Le premier numéro débute avec le manifeste des no 343 cancéreuses qui réclame un droit à l'égalité dans l'accès au prêt et la fin de l'invisibilisation des malades.
Le journal et son site en ligne multiplient ensuite les articles et actions pour promouvoir le droit à l'oubli que l'association RoseUp obtient par amendements à la loi santé de Marisol Touraine en octobre 2015.
En mars 2017, Rose Magazine enquête et dénonce le scandale du docetaxel, un anti-cancéreux à l'origine de la mort de dizaines de patients,,.
En juin 2018, le site en ligne de Rose Magazine publie une enquête concernant une des promesses non tenues du Plan Cancer: l'augmentation du remboursement par la Sécurité Sociale des perruques pour les femmes atteintes d'alopécie liées aux traitements de cancer et lance une pétition. Quelques jours plus tard, la ministre de la Santé Agnès Buzyn relance le dossier et, en décembre 2018, le remboursement des prothèses capillaires passe de 125 € à 350 €.
En juin 2017, l'Association francophone de défense des victimes du 5-FU (AV5FU) révèle le scandale de l'anti-cancéreux 5FU. En février 2019, Rose Magazine apporte son soutien à ce combat, Céline Lis-Raoux signe alors une tribune dans Le Monde. Le combat médiatique et politique débouche sur une obligation légale de soumettre les patients à un test de dépistage de toxicité avant sa prescription.
En mai 2020, durant le premier confinement en France lié à la crise du coronavirus, le site en ligne de Rose Magazine dénonce les retards et annulations liées aux déprogrammations ainsi que les risques et les pertes de chance pour les malades de cancer – alors que la plus importante association de la lutte anti-cancer, la Ligue contre le cancer affirmait que « retarder les soins était sans impact sur la survie ».

## Équipe rédactionnelle
Rose Magazine est rédigé par des journalistes professionnels et fait appel à de photographes de renom pour réaliser ses Unes ou ses portfolios, comme Kate Barry, Patrick Swirc, Bettina Rheims, François Rousseau.

## Financements
Rose Magazine a été lancé en 2011 sans financement public. Le financement du titre est mixte : vente de pages de publicité, mécénat de compétences et dons.
En 2012, Rose Magazine est parrainé par le groupe Bayard Presse.
La distribution des no 180 000 exemplaires du magazine dans les services de cancérologie des hôpitaux français est assurée gratuitement par les groupes DPD et Géodis.